# Бренда Льюїс
Бренда Льюїс (англ. Brenda Lewis; 2 березня 1921, Гаррісбург, Пенсільванія, США — 16 вересня 2017, Вестпорт, Коннектикут, США) — американська оперна співачка з голосом сопрано, актриса музичного театру, оперний режисер і музичний педагог. 20 років співпрацювала з Нью-Йорк сіті опера (NYCO), з якою, зокрема, створила ролі в кількох світових прем'єрах американських композиторів: головна роль у «Ліззі Борден» Джека Бісона у 1965 році. Вона також часто виступала у Метрополітен-опера з 1952 до 1965 рік і була активною запрошеною артисткою у відомих оперних компаніях як національних, так і міжнародних. Хоча її пам'ятають переважно як представницю американських опер і мюзиклів, вона мала широкий репертуар творів і була особливо відзначена своїми образами Марі у «Воццеку», Розалінди в «Кажані» та головних ролях «Кармен» і «Саломеї»; останню з яких вона виконала на урочистому відкритті Х'юстонської Гранд-Опери у 1956 році.
Льюїс також була знана бродвейській аудиторії як артистка оперет, опер і мюзиклів, з'явившись у восьми постановках у 1944—1964 роках. Її найуспішнішою появою на Бродвеї — роль Берді Габбард у світовій прем'єрі «Регіни» Марка Бліцштейна у 1949 році. Пізніше вона стала тісно пов'язана з головною роллю в цьому творі, який вона виконала і записала на диск з NYCO у 1958 році. Після відходу зі сцени вона працювала викладачем вокалу й оперним режисером у Музичній школі Гарта. Вона також була режисером і продюсером опер для Оперного театру Нью-Гейвена з 1963 до 1973 рік.

## Освіта та початок кар'єри
Берді Соломон народилася у єврейській родині у Гаррісбурзі, росла у Санбері, штат Пенсільванія, де її батько працював у металургійному бізнесі. Дівчинка отримувала уроки музики протягом усього дитинства, зокрема її відправляли у мистецький табір у Меріленді у підліткові роки. Вона недовго вивчала домедичну допомогу в Університеті штату Пенсільванія, де також була членом глі-клубу. Потім отримала стипендію в Кертісовому інституті музики, де навчалася в Еміліо де Гогорзи та Маріон Фрешль.
Ще студенткою дебютувала у професійній опері у грудні 1939 року у віці 18 років в опері Моцарта «Весілля Фігаро» з Філадельфійською оперною компанією (POC) Сильвана Левіна. Протягом наступних трьох років з'явилася ще в декількох ролях у POC, зокрема Есмеральди у «Проданій нареченій» (1940), Мінні в «Кажані» (1940), Джульєтти в «Оповіданнях Гофмана» (1941), Маршалліни в «Кавалері троянди» (1941), Дорабелли у «Так чинять усі» (1942).

## Робота у Нью-Йорку
У травні 1944 року дебютувала на Мангеттені, Нью-Йорк, на Бродвеї з New Opera Company у ролі Ганни Главарі у «Веселій вдові» Легара з Яном Кепурою. З цією компанією її також бачили на Бродвеї у 1944 році як головну героїню в п'єсі Ерманно Вольфа-Феррарі «Секрет Сузанни». У 1948 році повернулася на Бродвей, щоб зіграти роль в жіночого хорі в американській прем'єрі п'єси Бріттена «Зґвалтування Лукреції». Наступного року вона виконала роль Берді Габбард у світовій прем'єрі «Регіни» Марка Бліцштейна. Пізніше зіграла головну роль у цій опері у Нью-Йоркській опері (NYCO) у 1953 та 1958 роках. Протягом своєї кар'єри вона поверталася на Бродвей ще двічі, обидва рази в мюзикли: Лотта Леслі у «Дівчині в рожевому трико» (1954) із зіркою французького балету Зізі Жанмер і сопрано Марні Ніксон і як мадам Коул у «Кафе „Корона“» (1964).
Наприкінці 1944 — на початку 1945 року Льюїс виконала роль Саффі у «Циганському бароні» під час туру NYCO США, який був дітищем імпресаріо Сола Гурока. Потім вона дебютувала в Лінкольн-центрі в NYCO в ролі Сантуцци в «Сільській честі». Протягом наступних 20 років вона виконала ще кілька ролей у NYCO, зокрема Чіо-Чіо-Сан у «Мадам Баттерфляй», Донни Ельвіри в «Дон Жуані», Ідіоманти в «Ідоменеї», Маренки в «Проданій нареченій», Маргарити у «Фаусті» та титульні ролі у «Кармен» і «Саломеї» серед інших. У 1959 році вона зіграла Зініду в оригінальній постановці Роберта Ворда «Той, хто отримує ляпаса». Її остання роль у NYCO відбулася в іншій світовій прем'єрі: головна роль у «Ліззі Борден» Джека Бісона у 1965 році. WGBH зняло постановку у Бостоні, яка транслювалася на національному телеканалі PBS у 1967 році.
Хоча Льюїс частіше виступала у NYCO, вона також була постійною виконавицею у Метрополітен-опера протягом 1950-х і 1960-х років. Вона дебютувала у Метрополітен 24 січня 1952 року у ролі Мюзетти в «Богемі» з Біду Саяо в ролі Мімі, Юджином Конлі в ролі Родольфо та диригентом Альберто Ереде. У 1953 році її виконання Розалінди в «Кажані» було записано та транслювалося в прямому ефірі у телевізійній програмі «Омнібус». У 1958 році вона знову з'явилася у телепрограмі, з виконанням фрагментів з «Кармен», «Фауста» та «Саломеї» під керівництвом Леонарда Бернстайна. Серед інших ролей, які вона співала в Метрополітен: Донна Ельвіра, Марина у «Борисі Годунові», Венера в «Тангойзері», а також головні партії в «Кармен», «Саломеї» та «Ванессі». Її останнім виступом у Метропелітен стала роль Марі у «Воццеку» у лютому 1965 року.

## Інша робота та подальше життя
Перший міжнародний виступ Льюїс відбувся в Монреальській опері у 1945 році. У 1940-х і 1950-х роках кілька разів виступала в Муніципальному театрі Ріо-де-Жанейро, зокрема у ролі Венери, Мюзетти, Сантуцци, Маргарити, Марини та Донни Ельвіри. У Віденській народній опері зіграла головні ролі австрійських прем'єр «Поцілуй мене, Кейт» Коула Портера (1956) та «Енні, діставай рушницю» (1957) Ірвінга Берліна. Згодом вона виконала обидві ці ролі та головні партії в операх «Кармен» і «Саломея» у Цюрихській опері у Швейцарії.
Льюїс також виступала як запрошена артистка з численними американськими оперними трупами, зокрема з Центральною міською оперою, Оперою Цинциннаті, Оперою Далласа, Оперою Форт-Ворту, Оперою Нового Орлеана, Оперною компанією Бостона, Оперою Піттсбурга, Гранд Оперний фестиваль Сан-Антоніо та Сіетлською Оперою. З 1950 до 1952 рік виконала кілька ролей в Опері Сан-Франциско, зокрема Керубіно у «Весіллі Фігаро», Донни Ельвіри, Джорджетти в «Плащі», Маршалліни, Мюзетту та Саломею. У 1956 році зіграла Саломею у перших оперних виставах Х'юстонської Гранд Опери. У 1960 році виконала роль Сари у світовій прем'єрі різдвяної опери Філіпа Безансона «Золота дитина», яка була замовлена для телебачення оперним театром NBC. У 1965 році виконала партію Марі в опері «Воццек» у Ліричній опері Чикаго з Джерентом Евансом у головній ролі. Однією з її останніх оперних вистав була партія Розалінди у Philadelphia Grand Opera Company під керівництвом Карло Мореско у грудні 1967 року.
Наприкінці 1960-х років Льюїс присвятила час виробництву та постановці опер у Нью-Гейвенському оперному театрі з 1963 до 1973 рік. У 1973 році приєдналася до факультету вокалу в Музичній школі Гартта, де багато років викладала вокал і режисерувала студентські оперні постановки.

## Особисте життя
Мала двох дітей, Лео та Майкла Асени, від диригента й альтиста Саймона Асена (1911—1984), з яким була одружена з 1944 року до розлучення у 1959 році. Незабаром після розлучення з Асеном вона вийшла заміж за інженера Бенджаміна Купера, який заснував Американське товариство Техніон. У 1960 році вона народила доньку Едіт Купер. Вони залишалися одруженими до смерті Купера у 1991 році.
Померла 16 вересня 2017 року у своєму будинку у Коннектикуті у віці 96 років.

## Записи
- «Богема» Джакомо Пуччіні (1953, радіопередача Метрополітен з Вікторією де лос Анхелес, доступна через Omega Opera Archive і House of Opera CD)
- «Дівчина в рожевому трико» — Original Broadway Cast Album (1954)
- «Регіна» Марка Бліцштайна (1958, Sony)
- «Пісня про Норвегію» — Морський театр Джонса Біча (1958)